# Akili Smith
Pour les articles homonymes, voir Smith.
(en) Statistiques sur pro-football-reference
Akili Smith (né le 21 août 1975 à San Diego en Californie) est un joueur américain de football américain qui évoluait au poste de quarterback. Il a également joué au football canadien.
Avant de se tourner vers le football américain, il a joué au baseball et a été sélectionné par les Pirates de Pittsburgh au repêchage amateur de la Ligue majeure de baseball en 1993. Il joue pour des équipes affiliées aux Pirates dans les ligues mineures avant d'arrêter le baseball en 1995.  Après avoir joué au football américain pour Grossmont College, un junior college de San Diego, il rejoint en 1997 les Ducks de l'université d'Oregon comme quarterback. 
Il est sélectionné par les Bengals de Cincinnati au troisième rang de la draft 1999 de la NFL après avoir lancé 32 passes de touchdown à sa deuxième saison universitaire et signe un contrat de 7 ans pour 56 millions de dollars avec les Bengals. Smith fait toutefois preuve d'inconstance avec les Bengals et ne performe pas à la hauteur des attentes, au point d'être relégué comme réserviste et libéré après 4 saisons. Il tente sans succès de relancer sa carrière dans la NFL avec les Packers de Green Bay ainsi que les Buccaneers de Tampa Bay, et a joué pour les Frankfurt Galaxy en NFL Europa. En 2007, il se tente au football canadien en jouant pour les Stampeders de Calgary dans la Ligue canadienne de football. 
Considéré comme un choix de draft raté,, il n'a débuté que 17 parties dans la NFL pour 5 passes de touchdown et 13 interceptions, et un faible taux de passes réussies à 46,6 %. 